# William Ferreira
William Ferreira Martínez (Artigas, 25 febbraio 1983) è un ex calciatore uruguaiano, di ruolo attaccante.

## Palmarès

### Club

#### Competizioni nazionali
- Campionato uruguaiano: 1

Nacional: 2002